# Yanai
Yanai (柳井市, Yanai-shi) est une ville située dans la préfecture de Yamaguchi, au Japon.

## Géographie

### Situation
Yanai est située dans le sud-ouest de la préfecture de Yamaguchi, au bord de la mer intérieure de Seto.

### Démographie
En septembre 2020, la population de Yanai s'élevait à 31 202 habitants répartis sur une superficie de 140,05 km2.

## Histoire
Yanai a acquis le statut de ville le 31 mars 1954.

## Transports
Yanai est desservie par la ligne principale Sanyō de la JR West.